# Virgen de la Divina Providencia
Nuestra Señora de la Divina Providencia es una advocación mariana de la Iglesia católica que se originó en Italia en el siglo XIII. Actualmente posee una gran veneración en Puerto Rico. De hecho, es la patrona de este Estado Libre Asociado a Estados Unidos. Su imagen se encuentra en una capilla en la Catedral Metropolitana de San Juan en la capital puertorriqueña.

## Historia
Al ser nombrado obispo de Puerto Rico el catalán Gil Esteve y Tomás, trajo consigo a Puerto Rico esta devoción que conociera en sus años de seminarista. En las manos de la Divina Providencia tuvo que poner toda su diócesis este prelado, pues encontró a la catedral prácticamente en ruinas y la economía de la diócesis en peores condiciones. La confianza del obispo y su trabajo dieron fruto rápidamente y antes de los cinco años ya había podido reconstruir el templo catedralicio, en el que se estableció el culto y la devoción a la Virgen de la Providencia.
La imagen original venerada por los Siervos de María y otras órdenes religiosas italianas, es un óleo en el que aparece la Virgen con el Divino Niño dormido plácidamente en sus brazos. El título "de la Divina Providencia", se debe a San Felipe Benicio, quinto superior de los Siervos de María, quien al invocar la protección de la Virgen un día en que sus frailes no tenían alimentos, encontró en la puerta del convento dos cestas repletas de alimentos sin que se pudiese conocer su procedencia. 
La imagen mandada a hacer por Don Gil Esteve fue tallada en Barcelona (España) según el gusto de la época. Es una imagen sentada, "de ropaje", (es decir, hecha para ser vestida), y estuvo expuesta al culto en la catedral durante 67 años, hasta que en 1920 fue sustituida por otra talla, toda de madera, que es la imagen de Nuestra Señora de la Divina Providencia más familiar y conocida por las comunidades puertorriqueñas.
María se inclina sobre el Niño, que en total actitud de confianza duerme plácidamente en su regazo. Las manos de la Virgen se unen en oración mientras sostiene suavemente la mano izquierda del Divino Infante.
El papa Pablo VI declaró a Nuestra Señora de la Divina Providencia, como patrona principal de la isla de Puerto Rico mediante un decreto firmado el 19 de noviembre de 1969. En ese documento se decretó también que la solemnidad de la Virgen debía trasladarse del 2 de enero, aniversario de su llegada a la isla, al 19 de noviembre, día en que fue descubierta la isla de Borinquén. Se quiso unir así los dos grandes afectos de los puertorriqueños; el amor por su preciosa isla y el amor por la Madre de Dios.
La talla más antigua, que data del 1853, fue la elegida para ser coronada solemnemente durante la reunión del Consejo Episcopal Latino Americano celebrada en San Juan de Puerto Rico el 5 de noviembre de 1976. La víspera del acontecimiento esta imagen fue vilmente quemada en la Parroquia de Santa Teresita de Santurce. Esta imagen de la Divina Providencia fue restaurada en 2009 en Sevilla (España), cuando se conmemoró el 25 aniversario de la visita papal a Puerto Rico. El 22 de agosto de 2012 esta imagen fue de nuevo coronada canónicamente y desde el 2 de enero de 2018 se venera de nuevo en la Catedral de San Juan. Esta figura de la Virgen en su momento será trasladada al Santuario Nacional de Nuestra Señora Madre de la Divina Providencia, que se está construyendo actualmente en el barrio Cupey Alto, en San Juan.

## Santuario Nacional de Nuestra Señora Madre de la Divina Providencia
El Santuario Nacional de Nuestra Señora Madre de la Divina Providencia es un centro de peregrinación en San Juan, Puerto Rico. El centro tiene como objetivo inspirar y educar a los miembros de la fe católica. El sitio organiza regularmente eventos religiosos y culturales para grupos y familias.
Cada primer sábado del mes, el centro organiza un evento para madrugadores en el que se reza el rosario y se administran los sacramentos católicos de confesión y eucaristía. Cada Semana Santa el centro atrae a alrededor de 10 000 peregrinos. Ocasionalmente, se lleva a cabo un evento titulado Noche Con María Bajo Las Estrellas y un rogatorio en el que se reza por el bienestar del país.

## Otras

### Fraternidad de la Divina Providencia (Tenerife, España)
En la isla de Tenerife (Islas Canarias, España), concretamente en el municipio de La Matanza de Acentejo, se encuentra una congregación religiosa de asistencia a los enfermos y ancianos cuya titular es la Divina Providencia.